# Strimkindad grönbulbyl
Strimkindad grönbulbyl (Arizelocichla milanjensis) är en fågel i familjen bulbyler inom ordningen tättingar.

## Utbredning och systenatik
Fågeln förekommer i höglänta områden i sydöstra Malawi (Mt Mulanje) samt i östligaste Zimbabwe och västcentrala Moçambique. Den behandlas som monotypisk, det vill säga att den inte delas in i några underarter. 

## Status
IUCN kategoriserar den som nära hotad.